# Sam Walton
Samuel Moore (Sam) Walton (Kingfisher, 29 maart 1918 - Little Rock (Arkansas), 5 april 1992) was een Amerikaanse zakenman die bekend is als de oprichter van Walmart en Sam's Club. Wal-Mart stores inc. groeide uit tot de grootste corporatie qua omzet en tot de grootste private werkgever. Walton is op een gegeven moment de rijkste man in Amerika geweest.

## Levensloop

### Jeugd en studie
Samuel Moore Walton werd geboren in Kingfisher als zoon van Thomas Gibson Walton en Nancy Lee. Hij woonde daar met zijn ouders tot 1923. Werken op een boerderij bracht hun niet genoeg op. Walton ging werken voor zijn broers bedrijf Walton Mortgage Company. 
Hij en zijn familie verhuisden naar Oklahoma. Ze verhuisden verschillende jaren van plaats naar plaats.
Uiteindelijk verhuisde zijn familie naar Colombia, Missouri. Walton groeide op tijdens de crisis van de jaren 30. Als bijverdienste melkte hij koeien en hij was ook een tijdje krantenbezorger. 
Op de middelbare school werd Walton uitgeroepen tot 'veelzijdigste jongen'. Hierna ging hij studeren aan de Universiteit van Missouri, in de hoop een manier te vinden om zijn familie te helpen. Ook in die tijd had hij een aantal bijbaantjes.

### Winkeleigenaar
In 1945 begon Walton, toen hij net uit het leger was gekomen en 26 jaar oud was, zijn eerste winkel, met de hulp van een lening van 20.000 dollar die hij van zijn schoonvader kreeg, plus $ 5.000 die hij had gespaard in het leger. Walton kocht een Ben Franklin winkel in Newport, Arkansas. 
Zijn winst groeide in drie jaar tijd van $ 80.000 naar $ 225.000. Holmes kocht later voor $ 50.000 de inhoud van de winkel. 
Toen de winkel verkocht was, terwijl er nog 1 jaar van het leasecontract over was, overlegden hij, zijn vrouw en zijn schoonvader over de aankoop van een nieuwe locatie in Bentonville (Arkansas). Walton besprak een aankoop van een kleine winkel en de naam van het gebouw, op voorwaarde dat hij een huurcontract voor 99 jaar kreeg om naar de winkel ernaast te kunnen uitbreiden. De eigenaar van de winkel weigerde meerdere keren en Walton wilde het al opgeven toen zijn schoonvader, zonder dat Sam dat wist, de winkeleigenaar nog een keer bezocht om deze $ 20.000 te betalen, waardoor hij hem wist over te halen.

### Levenseinde
Walton overleed in 1992 op 74-jarige leeftijd als gevolg van multipel myeloom.

## Referentie
- Dit artikel of een eerdere versie ervan is een (gedeeltelijke) vertaling van het artikel Sam Walton op de Engelstalige Wikipedia, dat onder de licentie Creative Commons Naamsvermelding/Gelijk delen valt. Zie de bewerkingsgeschiedenis aldaar.

1. ↑  Encyclopedia of Arkansas.